# Marele Premiu al Bahrainului din 2023
Marele Premiu al Bahrainului din 2023 (cunoscut oficial ca Formula 1 Gulf Air Bahrain Grand Prix 2023) a fost o cursă de Formula 1 ce s-a desfășurat pe 5 martie 2023 pe Circuitul Internațional Bahrain din Sakhir, Bahrain. Cursa a fost prima etapă a Campionatului Mondial de Formula 1 al FIA din 2023, fiind pentru a nouăsprezecea oară când această cursă are loc în Bahrain.
Campionul mondial en-titre, Max Verstappen, a câștigat cursa, plecând din pole, cu Sergio Pérez terminând în spatele său pentru a face un 1-2 pentru Red Bull. Fernando Alonso a terminat pe locul 3, obținând al 99-lea podium din cariera sa.

## Context
Furnizorul de anvelope Pirelli a adus compușii de anvelope C1, C2 și C3 (denumiți dur, mediu și, respectiv, moale) pentru ca echipele să le folosească la eveniment. Al treilea punct de activare DRS a fost mutat mai departe, fiind poziționat la 250 de metri după virajul 15.

## Calificări
Calificările au avut loc pe 4 martie 2023 începând cu ora locală 18:00 (UTC+3), ora 17:00 ora României.
| Poz.                  | Nr. | Pilot            | Constructor                  | Timpi calificări | Timpi calificări | Timpi calificări | Grila finală |
| Poz.                  | Nr. | Pilot            | Constructor                  | Q1               | Q2               | Q3               | Grila finală |
| --------------------- | --- | ---------------- | ---------------------------- | ---------------- | ---------------- | ---------------- | ------------ |
| 1                     | 1   | Max Verstappen   | Red Bull Racing-Honda RBPT   | 1:31,295         | 1:30,503         | 1:29,708         | 1            |
| 2                     | 11  | Sergio Pérez     | Red Bull Racing-Honda RBPT   | 1:31,479         | 1:30,746         | 1:29,846         | 2            |
| 3                     | 16  | Charles Leclerc  | Ferrari                      | 1:31,094         | 1:30,282         | 1:30,000         | 3            |
| 4                     | 55  | Carlos Sainz Jr. | Ferrari                      | 1:30,993         | 1:30,515         | 1:30,154         | 4            |
| 5                     | 14  | Fernando Alonso  | Aston Martin Aramco-Mercedes | 1:31,158         | 1:30,645         | 1:30,336         | 5            |
| 6                     | 63  | George Russell   | Mercedes                     | 1:31,057         | 1:30,507         | 1:30,340         | 6            |
| 7                     | 44  | Lewis Hamilton   | Mercedes                     | 1:31,543         | 1:30,513         | 1:30,384         | 7            |
| 8                     | 18  | Lance Stroll     | Aston Martin Aramco-Mercedes | 1:31,184         | 1:31,127         | 1:30,836         | 8            |
| 9                     | 31  | Esteban Ocon     | Alpine-Renault               | 1:31,508         | 1:30,914         | 1:30,984         | 9            |
| 10                    | 27  | Nico Hülkenberg  | Haas-Ferrari                 | 1:31,204         | 1:30,809         | Fără timp        | 10           |
| 11                    | 4   | Lando Norris     | McLaren-Mercedes             | 1:31,652         | 1:31,381         | N/A              | 11           |
| 12                    | 77  | Valtteri Bottas  | Alfa Romeo-Ferrari           | 1:31,504         | 1:31,443         | N/A              | 12           |
| 13                    | 24  | Zhou Guanyu      | Alfa Romeo-Ferrari           | 1:31,615         | 1:31,473         | N/A              | 13           |
| 14                    | 22  | Yuki Tsunoda     | AlphaTauri-Honda RBPT        | 1:31,400         | 1:32,510         | N/A              | 14           |
| 15                    | 23  | Alexander Albon  | Williams-Mercedes            | 1:31,461         | Fără timp        | N/A              | 15           |
| 16                    | 2   | Logan Sargeant   | Williams-Mercedes            | 1:31,652         | N/A              | N/A              | 16           |
| 17                    | 20  | Kevin Magnussen  | Haas-Ferrari                 | 1:31,892         | N/A              | N/A              | 17           |
| 18                    | 81  | Oscar Piastri    | McLaren-Mercedes             | 1:32,101         | N/A              | N/A              | 18           |
| 19                    | 21  | Nyck de Vries    | AlphaTauri-Honda RBPT        | 1:32,121         | N/A              | N/A              | 19           |
| 20                    | 10  | Pierre Gasly     | Alpine-Renault               | 1:32,181         | N/A              | N/A              | 20           |
| Regula 107%: 1:37,362 |     |                  |                              |                  |                  |                  |              |
| Sursa:                |     |                  |                              |                  |                  |                  |              |

## Cursa
Cursa a avut loc pe 5 martie 2023 începând cu ora locală 18:00 (UTC+3), ora 17:00 ora României, și a durat 57 de tururi.
| Poz.                                                                      | Nr. | Pilot            | Constructor                  | Tururi | Timp/Retras | Grilă | Puncte |
| ------------------------------------------------------------------------- | --- | ---------------- | ---------------------------- | ------ | ----------- | ----- | ------ |
| 1                                                                         | 1   | Max Verstappen   | Red Bull Racing-Honda RBPT   | 57     | 1:33:56,736 | 1     | 25     |
| 2                                                                         | 11  | Sergio Pérez     | Red Bull Racing-Honda RBPT   | 57     | +11,987     | 2     | 18     |
| 3                                                                         | 14  | Fernando Alonso  | Aston Martin Aramco-Mercedes | 57     | +38,637     | 5     | 15     |
| 4                                                                         | 55  | Carlos Sainz Jr. | Ferrari                      | 57     | +48,052     | 4     | 12     |
| 5                                                                         | 44  | Lewis Hamilton   | Mercedes                     | 57     | +50,977     | 7     | 10     |
| 6                                                                         | 18  | Lance Stroll     | Aston Martin Aramco-Mercedes | 57     | +54,502     | 8     | 8      |
| 7                                                                         | 63  | George Russell   | Mercedes                     | 57     | +55,873     | 6     | 6      |
| 8                                                                         | 77  | Valtteri Bottas  | Alfa Romeo-Ferrari           | 57     | +62,647     | 12    | 4      |
| 9                                                                         | 10  | Pierre Gasly     | Alpine-Renault               | 57     | +73,753     | 20    | 2      |
| 10                                                                        | 23  | Alexander Albon  | Williams-Mercedes            | 57     | +89,774     | 15    | 1      |
| 11                                                                        | 22  | Yuki Tsunoda     | AlphaTauri-Honda RBPT        | 56     | +90,870     | 14    |        |
| 12                                                                        | 2   | Logan Sargeant   | Williams-Mercedes            | 56     | +1 tur      | 16    |        |
| 13                                                                        | 20  | Kevin Magnussen  | Haas-Ferrari                 | 56     | +1 tur      | 17    |        |
| 14                                                                        | 21  | Nyck de Vries    | AlphaTauri-Honda RBPT        | 56     | +1 tur      | 19    |        |
| 15                                                                        | 27  | Nico Hülkenberg  | Haas-Ferrari                 | 56     | +1 tur      | 10    |        |
| 16                                                                        | 24  | Zhou Guanyu      | Alfa Romeo-Ferrari           | 56     | +1 tur      | 13    |        |
| 17                                                                        | 4   | Lando Norris     | McLaren-Mercedes             | 55     | +2 tururi   | 11    |        |
| Ab                                                                        | 31  | Esteban Ocon     | Alpine-Renault               | 41     | Mecanic     | 9     |        |
| Ab                                                                        | 16  | Charles Leclerc  | Ferrari                      | 39     | Motor       | 3     |        |
| Ab                                                                        | 81  | Oscar Piastri    | McLaren-Mercedes             | 13     | Electric    | 18    |        |
| Cel mai rapid tur: Zhou Guanyu (Alfa Romeo-Ferrari) – 1:33,996 (turul 56) |     |                  |                              |        |             |       |        |
| Sursa:                                                                    |     |                  |                              |        |             |       |        |

## Clasamentele campionatelor după cursă
| Poz.   | Pilot            | Pct. |
| ------ | ---------------- | ---- |
| 1      | Max Verstappen   | 25   |
| 2      | Sergio Pérez     | 18   |
| 3      | Fernando Alonso  | 15   |
| 4      | Carlos Sainz Jr. | 12   |
| 5      | Lewis Hamilton   | 10   |
| Sursa: |                  |      |

| Poz.   | Constructor                  | Pct. |
| ------ | ---------------------------- | ---- |
| 1      | Red Bull Racing-Honda RBPT   | 43   |
| 2      | Aston Martin Aramco-Mercedes | 23   |
| 3      | Mercedes                     | 16   |
| 4      | Ferrari                      | 12   |
| 5      | Alfa Romeo-Ferrari           | 4    |
| Sursa: |                              |      |

- Notă: Doar primele cinci locuri sunt prezentate în ambele clasamente.